# Binaria eclipsante

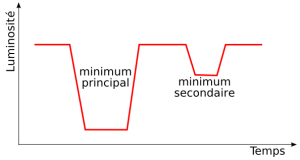
Mínimo primario y secundario.

Se entiende por binaria eclipsante un sistema formado por dos estrellas cuyo plano orbital está orientado hacia la Tierra, de tal modo, que desde nuestra perspectiva, sufren eclipses y tránsitos mutuos. El eclipse o tránsito puede ser total o parcial. A diferencia de otros conjuntos binarios, las binarias eclipsantes no permiten distinguir sus estrellas unas de otras. Sin embargo, gracias a los cambios de luminosidad periódico en estos sistemas, se puede deducir cuando una estrella oculta a la otra. Por lo general, un sistema binario eclipsante suele estar constituido por estrellas de gran tamaño en órbitas muy reducidas y a la larga pueden terminar en una fusión mutua.

## Cambio de luminosidad

Sistema gráfico de un sistema binario eclipsante.

Existe una relación directa entre la variación de luminosidad y el tiempo transcurrido. Esta relación se representa en una curva de luz. Esta curva de luz, nos muestra el tiempo que tarda una estrella en orbitar a la otra. Teniendo esto en cuenta, podemos deducir, que en un periodo de máximo brillo, las dos estrellas están lado a lado. También se deduce, que cuando la curva de luz llega a un punto mínimo, la estrella menos brillante, y por lo general la más grande, oculta a su compañera. Así mismo, cuando la estrella más brillante, y por lo general la más pequeña, oculta a su compañera, solo hay una pequeña perdida de luminosidad. 
Estos cambios de perfil que se dibujan en la curva de luz, se denominan mínimo primario, cuando la estrella menos brillante oculta a la más brillante, y mínimo secundario, cuando la más brillante oculta a la menos brillante.

## Historia

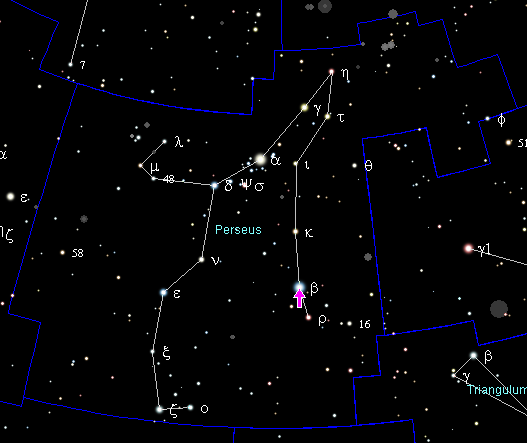
Posición del sistema Algol en la constelación de Perseo.

Parece bastante claro que los egipcios hace 3 milenios estudiaron el período de Algol, de 2,850 días. Por razones religiosas, los antiguos egipcios registraron este periodo en uno de sus calendarios, que describe esos cambios repetitivos. El calendario de El Cairo hasta ahora es el documento histórico más antiguo conservado del descubrimiento de una estrella variable.
Posteriormente los primeros sistemas binarios fueron observados en 1779 por William Herschel. Durante veinticinco años observó más de cincuenta sistemas binarios, llegando a la conclusión de que eran estrellas ligadas gravitacionalmente. En 1803 publicó sus resultados, demostrando que la ley física de la gravitación de Newton se podía aplicar más allá del sistema solar. Sin embargo, el primer sistema binario eclipsante fue descubierto en 1782 por el astrónomo John Goodricke. Se trataba de Beta Persei, la segunda estrella más brillante de la constelación Perseo. Esta falsa estrella, hoy conocida como el sistema Algol, son dos estrellas formando un sistema binario eclipsante, a una distancia de casi 95 años luz de la Tierra. Sus componentes están separados tan solo por 10 millones de km, si tomamos como referencia al Sol, que está separado de nosotros 150 millones de km.